# یوژف دیوریتسا
یوژف دیوریتسا (مجاری: Gyuricza József; ۱۶ ژانویهٔ ۱۹۳۴ – ۱۱ مارس ۲۰۲۰) ورزشکار شمشیربازی اهل مجارستان بود.
وی در مسابقات کشوری و بین‌المللی در مجموع برندهٔ ۱ مدال برنز شده‌است.